# David L. Morril
David L. Morril (Epping, 1772. június 10. – Concord, 1849. január 28.) az Amerikai Egyesült Államok szenátora (New Hampshire, 1817–1823).